# Raggruppamento del Popolo Francese
Il Raggruppamento del Popolo Francese (in francese Rassemblement du peuple français, RPF) fu un movimento politico fondato dal generale De Gaulle il 14 aprile 1947 per mettere in opera il suo programma politico esposto nel discorso di Bayeux. Durante la sua breve esistenza (1947-1955) il Raggruppamento del Popolo Francese fu (con il Partito Comunista Francese, il PCF) il principale movimento di opposizione alla Quarta Repubblica francese, volendo porsi al di là della linea divisoria destra/sinistra. L'RPF fu il solo movimento della storia del gollismo fondato direttamente da Charles de Gaulle e l'unico a riunire tutti i gollisti.

## Storia

### Origini

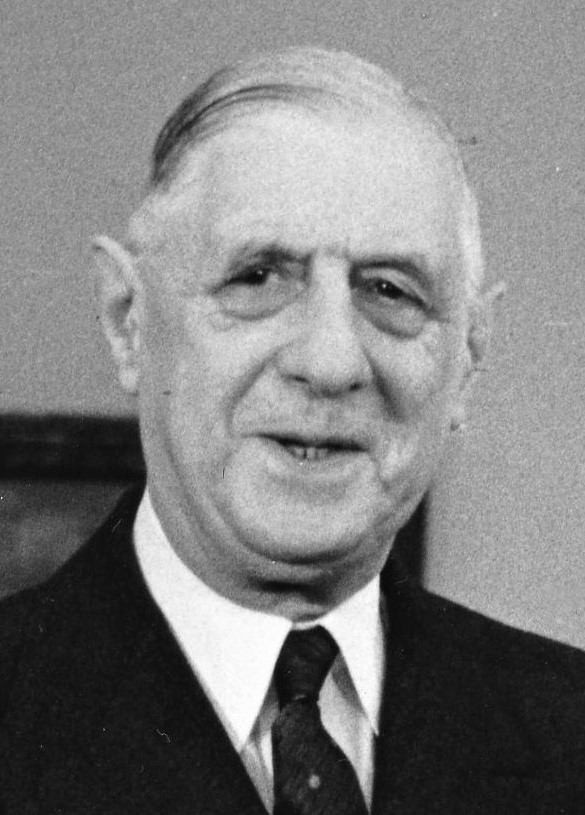
Charles de Gaulle nel 1963 durante la Quinta Repubblica

Durante la seconda guerra mondiale il generale de Gaulle si era rifiutato di fondare un partito politico. Nel 1945, lo MRP aveva svolto in un primo momento il ruolo di partito della fedeltà ma la rottura con i repubblicani popolari fu consumata dal 1946 riguardo alla scelta delle istituzioni da dare alla Francia ("discorso di Bayeux").
La decisione di creare l'RPF fu presa nell'inverno ed annunciata dal generale de Gaulle nel suo "discorso di Strasburgo", tenuto in quella città, nella piazza Broglie, il 7 aprile 1947. Al momento della sua fondazione ufficiale il generale De Gaulle chiamò a raccolta «… tutti i francesi e le francesi che volevano unirsi a lui per il bene comune».
Il generale De Gaulle si augurava che l'RPF non fosse un partito ma un movimento. È per questo che egli propose la doppia appartenenza, permettendo ai membri di ogni partito, salvo a quelli del PCF ed a coloro che si erano compromessi con il governo di Vichy, di aderire all'RPF pur rimanendo nel loro partito di origine.
Globalmente si trattò di un fiasco. In un anno il numero di adesioni all'RPF raggiunse il mezzo milione (appena dietro il PCF), principalmente dovute alla classe media (artigiani, commercianti, quadri ed impiegati).
A seguito di scontri con contro-manifestanti comunisti, fu costituito un robusto servizio d'ordine (SO), sotto l'egida di tre veterani della Resistenza francese, Dominique Ponchardier, Claude Dumont e Pierre Debizet, che riunì da 8 a 10.000 militanti (una parte dei quali parteciparono successivamente al SAC, Servizio di Azione Civica)..
Ma l'RPF riscosse un successo soprattutto politico, poiché esso attirò sia i monarchici di Charles Maurras (Pierre Bénouville, il famoso "colonnello Rémy", ovvero Gilbert Renault, mitico agente segreto durante l'occupazione tedesca della Francia, che finì coll'aderire all'"Associazione per la difesa del ricordo del maresciallo Pétain" e fu spinto alle dimissioni da de Gaulle), che repubblicani di sinistra (André Malraux, Jacques Soustelle, René Capitant, Roger Barberot), moderati (Gaston Palewski, Jacques Baumel), democristiani (Louis Terrenoire, Edmond Michelet), radicali (Jacques Chaban-Delmas, Michel Debré), socialisti come Louis Vallon e persino Manuel Bridier, dirigente nazionale della Gioventù comunista.

### Opposizione alla Quarta repubblica
Lo scopo iniziale del Rassemblement du peuple français  fu quello di combattere contro il regime "esclusivo" dei partiti, di opporsi all'avanzata del comunismo e di promuovere una riforma costituzionale che privilegiasse il potere esecutivo. L'RPF fu così destinato ad essere uno strumento per combattere contro le istituzioni della Quarta Repubblica (priorità assoluta) e contro i comunisti (discorso del 27 luglio 1947 a Rennes, quando De Gaulle definì "separatisti" i comunisti).
I discorsi di Bayeux (giugno 1946) e di Épinal (settembre 1946) costituirono le fondamenta dei propositi gollisti in materia istituzionale.  De Gaulle denunciò un regime ove «…i mercanteggiamenti fra i partiti vengono prima degl'interessi della Francia…» e sostenne il principio di un potere esecutivo forte, proveniente dal popolo.
Il 4 gennaio 1948, al momento del discorso di Saint-Étienne, il generale de Gaulle avanzò anche alcune proposte in materia socio-economica: associazione fra capitale e lavoro consistente nella ricerca di una terza via fra capitalismo e collettivismo. L'RPF si dotò di un sindacato (Action ouvrière, AO) potente e ben impostato che si manifesta anche con il sindacalismo indipendente della Confédération générale des Syndicats indépendants (Confederazione generale dei sindacati indipendenti).
In politica estera l'RPF partecipò alle inquietudini riguardanti l'avanzata del comunismo nell'Union française e la situazione in Indocina; esso diffidava della rinascita dello Stato tedesco e disapprovava le iniziative della Francia (creazione del Consiglio d'Europa, piano Schuman, CECA e CED). In nome dell'indipendenza nazionale, il movimento gollista si mostrò sempre più ostile alla evoluzione delle relazioni transatlantiche e preconizzò un'Europa confederata, basata sul diritto delle nazioni.
Nel 1951 fu pubblicato un libro La France sera la France. Ce que veut Charles de Gaulle (La Francia sarà la Francia. Ciò che vuole il generale de Gaulle) per diffondere le idee del fondatore dell'RPF.
Nonostante le tentazioni della base, il generale de Gaulle, molto popolare, scartò tutte le soluzioni di forza preconizzate dai suoi partigiani e rifiutò le derive bonapartiste del movimento. Bisogna ugualmente notare il rifiuto dell'RPF da parte di certi gollisti di peso come François Mauriac.

### Successi elettorali

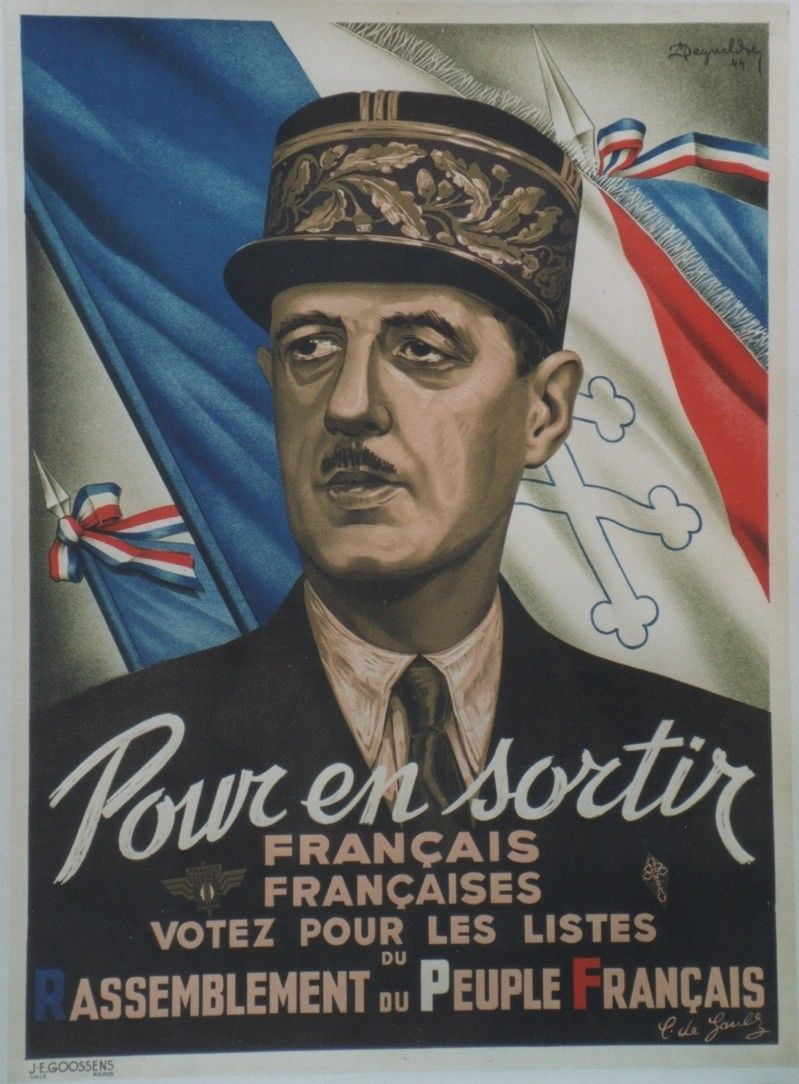
Manifesto elettorale dell’RPF (1947): "Per lasciarci tutto alle spalle: francesi, votate per le liste del Rassemblement du peuple français"

L'RPF ebbe un gran successo alle elezioni comunali francesi del 19 e del 26 ottobre 1947, con il 35% dei suffragi e numerosi municipi conquistati, tra i quali Lilla, Marsiglia, Bordeaux (con Jacques Chaban-Delmas), Strasburgo, Rennes, Versailles, Le Mans, Nancy e 52 capoluoghi di dipartimento (38 % dei suffragi nelle cittadine con più di 9 000 abitanti, 1/3 di quelle con più di trentamila).
A Parigi, Pierre de Gaulle,  fratello del generale, divenne presidente del Consiglio comunale. La penetrazione dell'RPF nella Francia rurale (acquisita ai democratici cristiani dell'MRP) rimase tuttavia mediocre. L'RPF approfittò della vittoria amministrativa per chiedere lo scioglimento della Camera dei deputati, ma senza successo. Al contrario, i parlamentari ritardarono le elezioni cantonali, previste per l'ottobre 1948, al marzo 1949, ciò che condusse de Gaulle ad organizzare la "campagna dei francobolli" per rifinanziare il movimento gollista (quasi due milioni e mezzo di questi "francobolli" da cinquanta franchi vennero inviati dai francesi).
La gestione degli eventi sociali dell'autunno 1947 contribuì all'affievolimento del movimento gollista. In effetti fu il governo della terza forza ed il suo Ministro dell'Interno Jules Moch che ristabilirono l'ordine al momento in cui numerosi francesi temettero uno sbilanciamento del paese verso un regime comunista. Il ricorso a de Gaulle parve allora non più necessario per i conservatori, i moderati ed il padronato, così che la sua immagine cominciò a perdere smalto nell'opinione pubblica.
Nel novembre del 1948 l'RPF partecipò alle elezioni per il Senato francese : il 42% dei senatori eletti si iscrisse all'intergruppo gollista ma solo 56 senatori costituirono il gruppo gollista vero e proprio (Azione democratica e repubblicana).
Durante questo periodo al generale de Gaulle furono interdette le stazioni radio ed i giornali nazionali gli furono in gran parte ostili. Egli dovette dunque spostarsi per tutta la Francia allo scopo di far conoscere il suo programma ma poté contare su nuovi giornali fiancheggiatori dell'RPF come L'étincelle, Le Rassemblement (1948-1954), Liberté de l'Esprit (1949-1954), ma anche su alcune edizioni locali come Démocrate des Charentes, la Voie libre (bollettino), anche se tutti questi organi di stampa gollisti non conobbero che una debole diffusione.
Furono gli spostamenti del generale e quelli dei suoi portavoce ufficiali (Jacques Debû-Bridel, Jean Fribourg, André Malraux, Gaston Palewski, Geneviève de Gaulle, il "colonnello Rémy, Jean Nocher, Robert Boulin) che resero popolari i suoi discorsi. In queste occasioni i comizi dell'RPF vennero talvolta accolti dai comunisti al grido di «fascisti!» e scontri fra le due fazioni si verificarono spesso. (A Grenoble il servizio d'ordine dell'RPF fu chiamato in causa a seguito di ferimenti da pallottole e della morte di un militante comunista,  Lucien Voitrin, il 18 settembre 1948).
Nel 1949 le elezioni cantonali videro un nuovo successo per l'RPF, nonostante il risultato fosse stato inferiore a quello delle elezioni comunali del 1947. Le piazze ove si dimostrò più forte furono al nord (oltre la linea Bordeaux-Ginevra): Alsazia, Lorena, Nord, Parigi, Senna, Ovest, litorale atlantico fino ai Paesi baschi.
A dispetto dei successi elettorali, l'RPF subì un sensibile calo nel numero dei suoi aderenti proprio quando la sua posizione elettorale si rafforzava nel mondo studentesco con gl'ingressi di Pierre Dumas e di Jacques Dominati.
La preparazione delle elezioni politiche francesi del 1951 non fu priva di difficoltà e le investiture dei candidati avvennero in un clima di discordie, puntualizzate da numerose defezioni.
Nel 1951 l'RPF ottenne più di 4 milioni di voti (22,3 % dei suffragi e 16,8% degl'iscritti al voto) e 117 deputati, ma il nuovo sistema elettorale detto "legge degli apparentamenti" limitò il suo successo. Le speranze su queste elezioni non si concretizzarono (si contava di ottenere più di 200 seggi) ed i deputati RPF eletti non furono abbastanza numerosi da condizionare né la politica sociale né le istituzioni.

### Le scissioni  e la crisi elettorale
All'opposizione l'RPF visse un vero e proprio ostracismo da parte degli altri partiti politici allorché alcuni suoi parlamentari tentarono, malgrado tutto, di rinnovare i contatti contro il parere del generale de Gaulle, che rifiutava ogni compromesso. Jacques Soustelle, interpellato per assumere la Presidenza del Consiglio, dovette rinunciare.
Il 6 marzo 1952 i dissensi in seno al movimento finirono per condurre ad una scissione. Ventisette deputati RPF votarono a favore dell'insediamento del governo di Antoine Pinay contro il parere del generale e furono così espulsi.
Nel luglio 1952 altri cinquantacinque deputati RPF ruppero con il movimento gollista.
L'anno successivo, il 6 maggio 1953, il generale de Gaulle rese la libertà ai parlamentari a seguito dei risultati delle elezioni comunali del 1953, nelle quali l'RPF perse la metà dei suffragi e numerose città conquistate nel 1947 (Lilla e Marsiglia in particolare). Egli spiegò questo fiasco con il tradimento della destra, colpevole di averlo abbandonato quando la minaccia comunista era scomparsa. Fra le personalità della destra accusate di opportunismo vi furono i deputati che avevano votato per il primo governo Pinay nel 1952 (fra i quali Édouard Frédéric-Dupont ed Henry Bergasse).
Altri imputarono il fiasco dell'RPF a rivalità ed ambizioni personali, ai modi autoritari del partito, ai suoi metodi troppo rudi per alcuni (con un servizio d'ordine legato alla malavita marsigliese) od ai suoi metodi troppo timidi secondo altri.
Alcuni ritengono, come François Mauriac, che il generale de Gaulle non avrebbe mai dovuto abbassarsi ad entrare nell'arena politica mentre altri ritengono che il raggruppamento si era arenato per difetto nella selezione delle personalità che vi erano entrate, con allusione a certi politici, come Édouard Frédéric-Dupont, che a suo tempo aveva votato a favore del conferimento dei pieni poteri al maresciallo Pétain. L'idea di una doppia appartenenza fu uno scacco e gli altri partiti lo interdirono, paragonando il generale de Gaulle al generale Boulanger.
Restituendo la loro libertà ai parlamentari, de Gaulle tentò di conservare la sua base militante.
I parlamentari rimastigli fedeli si ritrovarono quindi nella Unione dei Repubblicani di Azione sociale (URAS), divenuti poi Repubblicani sociali, mentre i dissidenti, al seguito di Edmond Barrachin, si ritrovarono nell'Azione repubblicana e sociale (ARS). Lucien Neuwirth, un fedelissimo del generale, narrò al Figaro magazine, nel 1998, le circostanze della creazione dei Repubblicani sociali:
(Lucien Neuwirth, intervista a Le Figaro Magazine del 5 aprile 1998, di Rémi Kauffer)
Il voto dei gollisti eletti partecipò, con quello del PCF, al fallimento della Comunità europea di difesa (CED) nel 1954.

### Scioglimento
Il 13 settembre 1955 l'RPF formalmente non si sciolse, ma fu messo "in sonno". Alcuni membri giovani dell'RPF (JRF, Paris-jeunes) continuarono un'azione solitaria intorno al giornale "Le télégramme de Paris", futura base del movimento gollista di sinistra Front du Progrès, del Movimento per la Comunità (MPC), organizzazione della lotta armata contro l'OAS alla fine della guerra d'Algeria.
La maggior parte avrebbe contribuito a formare l'Unione per la Nuova Repubblica e sostenere la Quinta Repubblica nel 1958.

## Eredità dell'RPF
Per il generale de Gaulle, a suo dire (riferito da Alain Peyrefitte), l'RPF sarebbe stato «…un mezzo successo o un mezzo scacco…». Ma esso avrebbe soprattutto consentito di preparare la "riscossa" del 1958, allorché l'antica rete del partito fu riattivata per preparare il ritorno del generale de Gaulle e poi creare l'UNR mentre Jacques Foccart, suo ultimo segretario, raggruppava nel medesimo tempo gli antichi membri del Servizio d'ordine per costituire il Servizio di azione civica (SAC).
L'RPF fu anche utile ad affermare una cultura politica gollista basata sulla fedeltà personale all'uomo, all'Appello del 18 giugno, al ricordo della Resistenza francese, all'aspirazione ad una trasformazione sociale per associazione e l'indipendenza nazionale.

## Personalità storiche dell'RPF

### Segretari generali
- 1947–1951: Jacques Soustelle
- 1952–1954: Louis Terrenoire
- 1954: Jacques Foccart

### Altre personalità
- Dirigenti del servizio d'ordine: Dominique Ponchardier, Claude Dumont e Pierre Debizet
- Jacques Baumel (già presidente del gruppo UDSR nel 1946)
- René Capitant
- Jacques Chaban-Delmas
- Jean Charbonnel
- Jacques Chirac (iscritto nel 1947)[3].
- Jacques Debû-Bridel
- Roger Dusseaulx
- Roger Frey
- René Fillon, tesoriere
- Joseph Halleguen
- André Malraux
- Edmond Michelet
- Léon Noël, presidente della commissione degli affari esteri, membro della commissione amministrativa e membro del Consiglio di Direzione, presidente del gruppo RPF all'assemblea[4]. Egualmente membro e vicepresidente del Consiglio Nazionale del movimento. Deputato RPF dello Yonne.
- Jean Pompei, Direttore dell'ufficio politico
- Robert Poujade, sindaco di Digione dal 1971 al 2001
- Jean Royer, sindaco di Tours dal 1959 al 1995